# Rodney Morris
Rodney Morris (* 25. November 1970 in Anaheim, Kalifornien) ist ein US-amerikanischer Poolbillardspieler. 

## Karriere
Er gewann im Jahr 1996 die US Open im 9-Ball und 2003 die World Pool League. 2005 schaffte er es darüber hinaus bis ins Halbfinale der WM im 9-Ball. Gemeinsam mit Shane van Boening gewann er 2008 den 3. World Cup of Pool, nachdem er 2006 mit Earl Strickland als Partner bereits einmal im Finale stand.
Außerdem holte er Bronze bei den World Games 2005 im 9-Ball und war bislang zehnmal Teil der amerikanischen Mannschaft beim Mosconi Cup, zuletzt im Jahre 2016. 2004 wurde er als Most Valuable Player des Turniers ausgezeichnet. Sein Spitzname in der Billardszene ist The Rocket.
Morris ist in Honolulu auf Hawaii aufgewachsen und lebt derzeit in Houston, Texas.